# Comala
Comala ist eine Ortschaft im mexikanischen Bundesstaat Colima, Verwaltungssitz des Municipio Comala und im Volksmund auch als der weiße Ort bekannt. Wegen seiner Schönheit wurde er zum Pueblo Mágico erklärt. Hier spielt auch der Roman Pedro Páramo von Juan Rulfo.

## Bevölkerung
Der Ort Comala hat 9442 Einwohner (2010).

## Wirtschaft
Comala lebt hauptsächlich vom Kaffeeanbau und vom Tourismus. In Comala sind die berühmtesten Bäckereien der Region beheimatet. Pan de Comala wird noch in Colima wegen seiner hohen Qualität geschätzt.

## Tourismus
Der Ort liegt 25 km südlich des Vulkans Colima. Im Ort sind besonders die Portale berühmt, insbesondere die typischen botaneros (vom span. botana: Snack), in dem man zu seinem Bier kostenlos das Essen dazu bekommt, normalerweise mit Livemusik.